# 최호 (15세기)
최호(崔灝, 생몰년 미상)는 조선 전기의 문신이다. 본관은 해주(海州). 자는 세원(勢遠)이다.

## 생애
1455년(세조 1) 삼군진무소사용(三軍鎭撫所司勇)으로서 원종공신 3등에 책록되었다.
1456년 식년 문과에 병과로 급제하여 좌랑(佐郞)을 역임하고, 1463년 사헌부지평(司憲府持平)에 승직하였다. 이후 공조정랑(工曹正郞)·영천군수(永川郡守)·간경도감사(刊經都監使)·경기도경차관을 역임하였다.
성종 초에 당상관에 오르면서 첨지중추부사(僉知中樞府事)에 제수되었다.
1475년(성종 6) 행홍주목사(行洪州牧使)로 파견되고, 다음해 사적으로 홍주에 출래한 권신 한명회의 종복에게 관속을 동원하여 주었다고 탄핵되면서 국문을 당한 후 파직되고, 고신(告身)을 돌려받기는 하였으나 다시 서용되지 못하였다.

## 가족
- 부 : 최득하(崔得河)
- 장인 : 송처공(宋處恭)